# گوتز ۲۲۷۸
سیارک ۲۲۷۸ (به انگلیسی: 2278 Gotz، نامگذاری:1953GE) دو هزار و دویست و هفتاد و هشتمین سیارک کشف شده‌است که در ۷ آوریل ۱۹۵۳ و در هایدلبرگ کشف شد.
قدر مطلق سیارک برابر ۱۳٫۶۰ است.